# Сахарова, Анна Георгиевна
Анна Георгиевна Сахарова (род. 1 октября 1948, село Жулгет Балахтинского района Красноярского края) — ткачиха Красноярского шелкового комбината имени 50-летия образования СССР. Член ЦК КПСС в 1990—1991 годах.

## Биография
В 1966 году окончила среднюю школу в Красноярском крае.
С 1966 года — ткачиха Красноярского шелкового комбината имени 50-летия образования СССР в городе Красноярске.
Член КПСС с 1976 года.
Избиралась депутатом Верховного Совета РСФСР 11-го созыва. Делегат XXVI и XXVIII съездов КПСС.
Лауреат Государственной премии СССР за выдающиеся достижения в труде 1990 года в числе работников лёгкой промышленности, предприятий по производству оборудования и материалов для лёгкой промышленности.
Жила в Красноярске.